# کنان ییلدیز
کنان ییلدیز (انگلیسی: Kenan Yıldız؛ زادهٔ ۴ مهٔ ۲۰۰۵) بازیکن فوتبال اهل ترکیه است که برای باشگاه یوونتوس بازی می‌کند.
وی همچنین در تیم‌های ملی فوتبال زیر ۱۷ سال ترکیه و زیر ۲۱ سال ترکیه بازی کرده‌است. 
او از پدر و مادری ترک تبار در آلمان، رگسونبرگ زاده شد. 